# Ніхонкайські вічнозелені ліси
Ніхонкайські вічнозелені ліси (ідентифікатор WWF: PA0427) — палеарктичний екорегіон помірних широколистяних та мішаних лісів, розташований на заході Японії. 

## Географія
Екорегіон ніхонкайських вічнозелених лісів простягається на майже 900 км вздовж західного узбережжя острова Хонсю, від міста Хамада в префектурі Сімане до міста Юрі-Хондзьо в префектурі Акіта. Крім того, екорегіон охоплює острови Окі та Садо, розташовані в Японському морі (яке японською мовою називається Ніхонкай). Різноманітний ландшафт регіону включає діючі вулкани, такі як Дайсен висотою 1729 м, прибережні піщані дюни та великі озера, такі як Сіндзі, Накаумі та Біва. На сході, в горах у центральних районах Хонсю, екорегіон переходить у ніхонкайські гірські листяні ліси.

## Клімат
В межах екорегіону переважає вологий субтропічний клімат (Cfa за класифікацією кліматів Кеппена). Влітку температура може досягати 31 °C, а взимку вона падає до 7 °C. На островах Окі та Садо прохолодніше протягом всього року, і середньомісячна кількість опадів нижча – 130 мм порівняно зі 150 мм на Хонсю.

## Флора
Первинний рослинний покрив екорегіону був представлений пишними вічнозеленими широколистяними лісами з густим підліском, однак наразі значна частина з них вирубана, а на їх місці утворилися поселення, вторинні ліси або плантації. Основу тих первинних лісів, що залишилися, складають червоні махілуси (Machilus thunbergii) та японські кастанопсіси (Castanopsis cuspidata). В підліску цих лісів зустрічаються японські камелії (Camellia japonica), падуби мочі (Ilex integra) та інші вічнозелені широколистяні дерева та кущі. Також в чагарниковому і трав'янистому ярусах ростуть японські аукуби (Aucuba japonica), японські фатсії (Fatsia japonica), шляхетні орхідеї (Cymbidium goeringii) та японські змієбородники (Ophiopogon japonicus). 
На морських узбережжях зустрічаються прибережні гленії (Glehnia littoralis), курай Комарова (Salsola komarovii) та круглолистий виноград (Vitis rotundifolia). На піщаній косі Ама-но-хасідате в префектурі Кіото росте понад 5000 чорних японських сосен (Pinus thunbergii). В Національному парку Сан'інкайґан зустрічається кілька рідкісних видів рослин, зокрема Veronica ornata та Ranunculus nipponicus.

## Фауна
Серед поширених в екорегіоні ссавців слід відзначити японського оленя (Cervus nippon), японського серау (Capricornis crispus), японського кабана (Sus scrofa leucomystax), японську лисицю або кіцуне (Vulpes vulpes japonica), японського єнота або танукі (Nyctereutes viverrinus), японського борсука (Meles anakuma), японську куницю (Martes melampus), японського тхора (Mustela itatsi), японського зайця (Lepus brachyurus), японського вовчка (Glirulus japonicus), японську вивірку (Sciurus lis), японську макаку (Macaca fuscata) та рідкісного японського білогрудого ведмедя (Ursus thibetanus japonicus). Ендеміками екорегіону є садойські кротовці (Mogera tokudae) та дуже рідкісні польові кротовці (Mogera etigo), На островах Окі та Садо мешкають ендемічні підвиди японського зайця L. b. lyoni та L. b. okiensis. Також ендеміком екорегіону є окійська саламандра (Hynobius okiensis).
Серед поширених в екорегіоні птахів слід відзначити бурощокого дятла (Yungipicus kizuki), жовтоспинну мухоловку (Ficedula narcissina), чирянку-квоктуна (Sibirionetta formosa), мандаринку (Aix galericulata) та рідкісного далекосхідного лелеку (Ciconia boyciana). Червононогі ібіси (Nipponia nippon) вимерли в Японії у 1981 році, однак були успішно реінтродуковані на острові Садо.

## Збереження
Оцінка 2017 року показала, що 3628 км², або 17 % екорегіону, є заповідними територіями. Природоохоронні території включають: Національний парк Сан'інкайґан та Національний парк Дайсен-Окі.